# راندولف كولير
راندولف كولير (بالإنجليزية: Randolph Collier)‏ هو سياسي أمريكي، ولد في 26 يوليو 1902 في الولايات المتحدة، وتوفي بنفس المكان في 2 أغسطس 1983. حزبياً، نشط في الحزب الجمهوري والحزب الديمقراطي. وقد انتخب عضو مجلس ولاية كاليفورنيا.